# Thierry Lhermitte
Thierry Michel Lhermitte (ur. 24 listopada 1952 w Boulogne-Billancourt) – francuski aktor, scenarzysta i producent filmowy, teatralny i telewizyjny, najbardziej znany z ról komediowych.

## Życiorys

### Kariera
Zaczynał w latach 70. na estradzie w komediowej trupie Le Splendid, gdzie tańczył, śpiewał i zabawiał widownię dowcipami. Jego partnerami ze sceny i byli przyjaciele ze szkoły śrebniej – Christian Clavier, Gérard Jugnot i Michel Blanc. Dla kina odkrył go Bertrand Tavernier. Debiutował w kinowej komedii Rok 1 (L'An 01, 1973) u boku Gérarda Depardieu. Po kilku mało znaczących filmach, pierwszą większą rolę zagrał w gorzkim, satyrycznym obrazie Zepsute dzieci (Des enfants gâtés, 1977) z Michelem Piccoli. Sukces przyniosła mu komedia Opaleni (Les bronzés, 1978), a jej sequel Opaleni na nartach (Les Bronzés font du ski, 1979) także cieszył się powodzeniem. Krytycy nazwali go wówczas „nieśmiałym (niektórzy nawet używali określenia: spłoszonym) amantem”. Jego role nieco roztargnionych, cichych młodych bohaterów budziły sympatię i miały wdzięczną publiczność; z tego okresu pochodzi dramat Bankierka (La Banquière, 1980) z Romy Schneider i melodramat kryminalny Stella (1983), gdzie zagrał z zaskakującą intensywnością rolę romantyczną Yvona, który popełnia zbrodnię z miłości. W 1981 roku został uhonorowany nagrodą im. Jeana Gabina.
Dojrzałość jego talentu, opanowanie błyskotliwego stylu komediowego potwierdzają filmy Claude’a Zidi Skorumpowani (Les Ripoux, 1984) i sequel Skorumpowani 2 (Ripoux contre ripoux, 1990), Królowie gagu (Les Rois du gag, 1985) z udziałem Michela Serraulta i Jackpot! (La Totale, 1991). W zwariowanej komedii wojennej Fucking Fernand (1987) zagrał brawurowo niewidomego Fernanda, który dziedziczy fabrykę okularów i w spółce z pewnym kryminalistą dokonuje niebywałych wyczynów na czarnym rynku podczas najgorętszego okresu drugiej wojny światowej. W 1991 roku zadebiutował jako reżyser komedii Tajemnice profesjonalizmu doktora Apfelglücka (Les Secrets professionnels du Dr Apfelglück).
Na uwagę zasługuje także kreacja zamożnego redaktora Pierre’a Brochanta w komedii Kolacja dla palantów (Le Dîner de cons, 1998) i postać Thierry’ego w melodramacie A Teraz... Panie i Panowie (And now... Ladies and Gentlemen, 2002) u boku Jeremy’ego Ironsa i Patricii Kaas.
Żonaty z Helene, ma troje dzieci: dwie córki – Astrée i Louise oraz syna Victora.

## Filmografia
- 1973: Rok 1 (L’An 01) jako degustator alkoholu
- 1974: Jaja (Les Valseuses) jako portier
- 1977: Zepsute dzieci (Des enfants gâtés) jako Stéphane Lecouvette
- 1978: Opaleni (Les bronzés) jako Popeye
- 1979: Opaleni na nartach (Les bronzés font du ski) jako Popeye
- 1980: Bankierka (La Banquière) jako Devoluy
- 1981: Za rok, jak dobrze pójdzie (L'année prochaine... si tout va bien) jako Maxime
- 1983: Stella jako Yvon
- 1984: Skorumpowani (Les Ripoux) jako François Lesbuche
- 1984: Do września (Until September) jako Xavier de la Perouse
- 1985: Królowie gagu (Les Rois du gag) jako François Leroux
- 1987: Fucking Fernand jako Fernand
- 1990: Baśnie tysiąca i jednej nocy (Les Mille et une nuits) jako król
- 1990: Skorumpowani 2 (Ripoux contre ripoux) jako François Lesbuche
- 1991: Diablica (Un piede in paradiso) jako Victor
- 1991: Tajemnice profesjonalizmu doktora Apfelglücka (Les Secrets professionnels du Dr Apfelglück) jako dr Apfelglück
- 1991: Jackpot! (La Totale!) jako François Voisin
- 1993: Tango jako Paul
- 1994: Indianin w Paryżu (Un Indien dans la ville) jako Stéphane Marchadot
- 1994: Śmiertelne zmęczenie (Grosse Fatigue) w roli  samego siebie
- 1997: Amerykański wilkołak w Paryżu jako dr Thierry Pigot
- 1997: Marquise jako Ludwik XIV
- 1998: Kolacja dla palantów (Le Dîner de cons) jako Pierre Brochant, redaktor
- 2001: Plotka (Le Placard) jako Guillaume
- 2002: A Teraz... Panie i Panowie (And now... Ladies and Gentlemen) jako Xavier
- 2003: Rozwód po francusku (Le Divorce) jako Edgar Cosset
- 2006: Opaleni – przyjaciele na całe życie jako Robert Lespinasse / Popeye
- 2007: Kłopotliwy gość (L'invité) jako Alexandre Chardenoux
- 2013: Aniołki spod znaku Miserere (La marque des anges – Miserere) jako Vernoux
- 2014: Świadkowie (Les Témoins) jako Paul Maisonneuve